# Volpiano Pianese
Il Gruppo Sportivo Dilettantistico Volpiano Pianese, meglio noto come Volpiano Pianese, è una società calcistica italiana con sede nella città di Volpiano. Milita in Eccellenza, il quinto livello del campionato italiano. Gioca le sue gare interne allo stadio Antonio Goia.
Ha vissuto il suo periodo di maggiore popolarità negli anni quaranta quando ha militato per ben tre anni nel campionato di Serie C.
La società fallì nel 1985 ma venne rifondata l'anno successivo. Nel 2001 si fuse con la Sangiustese, dando vita al Canavese che militò poi nel campionato di Serie C2.
I colori sociali sono il blu e il bianco.

## Storia
Dopo 26 anni dalla sua fondazione, la squadra riuscì ad approdare in Serie C, disputando il primo campionato professionistico durante la stagione 1945-46 ottenendo un ottimo secondo posto dietro l'Asti.
La stagione 1946-47 si riconfermò ad alti livelli in Serie C arrivando terzi in classifica, subendo solo 27 gol e dimostrandosi la miglior difesa del campionato.
La stagione 1947-48 fu l'ultima in Serie C poiché le volpi, a causa del dodicesimo posto raggiunto, retrocessero nel neo campionato di Promozione dove cedettero il titolo all'Aosta per problemi finanziari, ripartendo dalle categorie regionali.
Negli anni successivi militò sempre tra i maggiori campionati piemontesi. L'ultima apparizione in serie D avvenne dopo la vittoria del campionato di Eccellenza 1998-99 dove rimase per due anni.
Il primo anno di Serie D arrivò una tranquilla salvezza grazie al tredicesimo posto conquistato. La stagione successiva la squadra si classificò sempre tra i piazzamenti più alti arrivando ad un quinto posto finale.
La stagione successiva avvenne la fusione con la Sangiustese che nei futuri anni parteciperà in Serie C come Canavese.
Quando il Canavese vinse la serie D durante la stagione 2006-07, approdando in Serie C, a Volpiano si decise di tornare al passato riformando la squadra originale che mancava dalla città da 5 anni (visto che il Canavese giocava a San Giusto Canavese) e iscrivendosi al campionato di Prima Categoria. In questa stagione le volpi arrivarono prime, vincendo subito il campionato e ottenendo la disputa del campionato di Promozione nella stagione successiva.
Nel 2008 fu introdotta l'attuale denominazione G.S.D. Volpiano voluta per lo sviluppo del sodalizio. Esso infatti si dedicò come società unica ad altri sport presenti in città, ad esempio la pallavolo.
Durante la stagione 2011-12 vinse la Coppa Italia Promozione venendo promossa in Eccellenza. La stagione successiva però perde i play-out con il Settimo, tornando subito in Promozione.
La stagione 2013-14 si dimostra vincente per le volpi, che vincono il campionato venendo di nuovo promosse in Eccellenza.
Durante la stagione 2014-15 in Eccellenza, il Volpiano sfiora i play off per la serie D ottenendo un ottimo ottavo posto.
La stagione 2015-16 si apre con una crisi societaria che porta il Volpiano a schierare la formazione juniores per tutto il campionato, arrivando all'ultimo posto in Eccellenza e retrocedendo in Promozione già a metà campionato.

## Palmarès

### Competizioni regionali
- Eccellenza: 1

1998-1999 (girone A)
- Promozione: 2

1995-1996 (girone B), 2013-2014 (girone B)

### Competizioni giovanili
- Campionato Juniores Dilettanti: 1

2022-2023